# Hadiszahr
Hadiszahr (pers. هاديشهر) – miasto w Iranie, w ostanie Azerbejdżan Wschodni. W 2006 roku miasto liczyło 28 555 mieszkańców.